# Klaus Schumacher (Politiker, 1937)
Klaus Schumacher (* 28. Dezember 1937 in Oldenburg; † 21. März 2010 in Rheine) war ein deutscher Kommunalpolitiker. Er war von 1972 bis 1977 Oberkreisdirektor des Landkreises Soltau und nach der Gebietsreform 1977 bis 2002 Oberkreisdirektor im Landkreis Soltau-Fallingbostel.

## Leben
Nach dem Studium der Rechtswissenschaften war er als Rechtsanwalt in Cloppenburg tätig. 1966 wurde er Regierungsassessor und arbeitete bis 1968 für die Bezirksregierung Hannover. Ab 1969 war er Kreisrat in Soltau. 1971 wurde er erstmals zum Oberkreisdirektor des Landkreises Soltau gewählt. 1978 und 1989 wurde er jeweils für 12 weitere Jahre wiedergewählt und war damit insgesamt 30 Jahre Verwaltungschef. Im Jahr 2001 erkrankte er schwer und starb im März 2010 im Alter von 72 Jahren.